# Ocynectes
Ocynectes is een geslacht van straalvinnige vissen uit de familie van donderpadden (Cottidae).

## Soorten
De volgende soorten zijn bij het geslacht ingedeeld:
- Ocynectes maschalis (Jordan & Starks, 1904)
- Ocynectes modestus (Snyder, 1911)